# Calliostoma pellucidum morioria
Calliostoma pellucidum morioria es una subespecie de molusco gasterópodo de la familia Calliostomatidae en el orden de los Vetigastropoda.

## Distribución geográfica
Se encuentra en Nueva Zelanda